# Feria Internacional de Productos del Mar Congelados
La Feria Internacional de Productos del Mar Congelados, conocida simplemente como Conxemar, es un evento que se celebra anualmente en el Instituto Ferial de Vigo, en la ciudad de Vigo (España). Habitualmente se desarrolla durante tres días en el mes de octubre. Está considerada una de las ferias más importantes sobre la industria de los congelados, y reúne anualmente a medio millar de expositores y unos 25 000 visitantes.

## Historia
Se celebró por primera vez en 1999, organizada por la Asociación Española de Mayoristas, Importadores, Transformadores y Exportadores de la Pesca y Acuicultura. Tiene su origen en el Salón de la Pesca Profesional de Sapromar. El acto tuvo lugar en la estación marítima, en un espacio expositivo de 3 000 metros cuadrados.

## Características
La feria se alberga en el Instituto Ferial de Vigo, y consta de cientos de puestos o expositores, en los que las diferentes empresas del sector presentan las novedades o productos del mar que quieran destacar.
La feria cuenta con la participación de expositores provenientes de diversos países. En la edición de 2024, se registró la presencia de más de 750 expositores procedentes de 46 países, destacándose la incorporación de nuevas delegaciones de República Dominicana, Sudáfrica, México, Indonesia, Namibia, Polonia y Eslovenia. Esta diversidad geográfica evidencia la dimensión internacional del evento en el ámbito del sector pesquero y acuícola. La variedad de expositores contribuye a consolidar a Conxemar como un referente relevante para la comercialización y el desarrollo de la industria de productos del mar congelados.